# 闫庄镇 (嵩县)
闫庄镇，是中华人民共和国河南省洛陽市嵩县下辖的一个乡镇级行政单位。 闫庄镇，隶属于河南省洛阳市嵩县，地处嵩县北部，西接洛宁县，北依宜阳县， 行政区域面积131.01平方千米。
民国三十六年（1947年），设区；2008年12月，撤乡建闫庄镇。  截至2018年末，闫庄镇户籍人口为49363人。 截至2020年6月，闫庄镇辖21个行政村， 镇人民政府驻闫庄村。
2018年，闫庄镇有工业企业16个，其中规模以上1个，有营业面积超过50平方米以上的综合商店或超市9个。   2018年，闫庄镇生产总值完成13.3亿元，固定资产投资完成11.95亿元，居民人均可支配收入达到12540元，财税收入完成1536万元。 
闫庄镇粮食作物以小麦、玉米为主。2011年，生产粮食1.2万吨，人均300千克，其中小麦0.5万吨，玉米0.5万吨。种植小麦3.1万亩，种植玉米2.4万亩。主要经济作物为烟叶、花生。2011年，烟叶种植面积4320亩，产量100万元，产值600多万元，税收132万元；大葱种植面积1万亩，花生种植面积1万亩。

## 行政区划
闫庄镇下辖以下地区：
闫庄村、胡沟村、西程村、店上村、贺营村、朱村、顶心坡村、龙脖村、乔沟村、总管庙村、王元村、竹元沟村、菜元村、坡头村、裴岭村、高垛村、太山庙村、瑶湾村、酒后村、杨大庄村和冉扒村。